# ۵۵۴ (قمری)
۵۵۴ (قمری)، پانصد و پنجاه و چهارمین سال در گاهشماری هجری قمری است. اول محرم این سال برابر با سی‌ام ژانویه سال ۱۱۵۹ میلادی است.

## درگذشتگان
- ابوالعلای گنجه‌ای، شاعر قرن ششم هجری و پدرزن خاقانی